# Kathryn Bertine
Kathryn Bertine (sinh 11 tháng 5 năm 1975) là một tay đua xe đạp người Saint Kitts và Nevis, nhà văn, nhà làm phim và cựu ngôi sao trượt băng và triathlete. Cô đã tham gia cuộc đua đường bộ năm 2013 nữ UCI ở Florence nhưng không hoàn thành.
Bertine được sinh ra ở Bronxville, New York. Cô là một vận động viên trượt băng nghệ thuật cho đến năm 23 tuổi, xuất hiện trong các chương trình trượt băng bao gồm Ice Capades và Holiday on Ice. Cô đảm nhận chương trình giáo dục đại học tại Đại học Colgate, nơi cô thi đấu ở các quốc gia chạy bộ và chèo thuyền cùng với trượt băng nghệ thuật. Sau khi tốt nghiệp, cô mất một năm để đi du lịch và theo đuổi sự nghiệp trượt băng của mình, trước khi trở lại giáo dục để học lấy bằng Thạc sĩ Mỹ thuật tại Đại học Arizona. Trong khi ở Arizona, cô tham gia cuộc thi ba môn phối hợp, cuối cùng dành ba năm làm chuyên gia trong môn thể thao này.
Bertine cũng theo đuổi sự nghiệp là một nhà văn, làm việc cho ESPN. Trong khi làm việc tại ESPN, cô đã chấp nhận một nhiệm vụ vào năm 2006 để đủ điều kiện tham gia Thế vận hội Mùa hè 2008 trong bất kỳ môn thể thao nào, chọn tập trung vào việc đạp xe. Cô đã trở thành công dân của Saint Kitts và Nevis cùng với quyền công dân Mỹ của mình để có thể thậm chí cố gắng tham gia vòng loại cho Thế vận hội. Tuy nhiên, cô đã không đủ điều kiện cho Thế vận hội 2008. Mặc dù nhiệm vụ ESPN của cô đã kết thúc nhưng cô đã cố gắng đủ điều kiện trở lại Thế vận hội Mùa hè 2012, một lần nữa không thành công.
Bertine là người đồng sáng lập Le Tour Entier, một tổ chức vận động tái lập Tour de France Féminin và được coi là "chất xúc tác cho phong trào đưa phụ nữ trở lại Tour". Cô đã có chữ ký của Wiggle Honda đội vào năm 2014, trước khi chạy nhậm chức của La khóa học bởi Le Tour de France, một criterium bởi nhà tổ chức Tour de France các tổ chức Tổ chức thể thao Amaury để đáp ứng với chiến dịch Le Tour Entier của. Bertine gia nhập BMW p/b Happy Tooth Dental vào năm 2015, xuất hiện lần đầu tiên với đội tại Grand Prix cycliste de Gatineau vào tháng 6 năm đó. Vào tháng 11 năm 2015, cô đã được công bố là một phần của đội khai mạc cho đội Cylance Pro Cycling cho mùa giải 2016.
Bertine cũng đạo diễn Half the Road, một bộ phim tài liệu về đạp xe của phụ nữ.

## Kết quả chính
2009
1st Saint Kitts and Nevis National Time Trial Championships
1st Saint Kitts and Nevis National Road Race Championships
2010
10th Pan American Time Trial Championships
1st Saint Kitts and Nevis National Time Trial Championships
1st Saint Kitts and Nevis National Road Race Championships
1st Flapjack Flats Time Trial
2011
1st Saint Kitts and Nevis National Time Trial Championships
1st Saint Kitts and Nevis National Road Race Championships
5th Valley of the Sun Stage Race
2012
2nd Tucson Bicycle Classic
5th Valley of the Sun Stage Race
2013
1st Caribbean Time Trial Championships
2014 – Wiggle Honda 2014 season